# اشبروک (دهانه)
اشبروک یک دهانه برخوردی در ماه است.